# Paul Silvani
Paul Silvani est un journaliste et historien corse né le 4 octobre 1928 à Bocognano (Corse, actuelle Corse-du-Sud) et mort le 6 mars 2013 à Ajaccio.

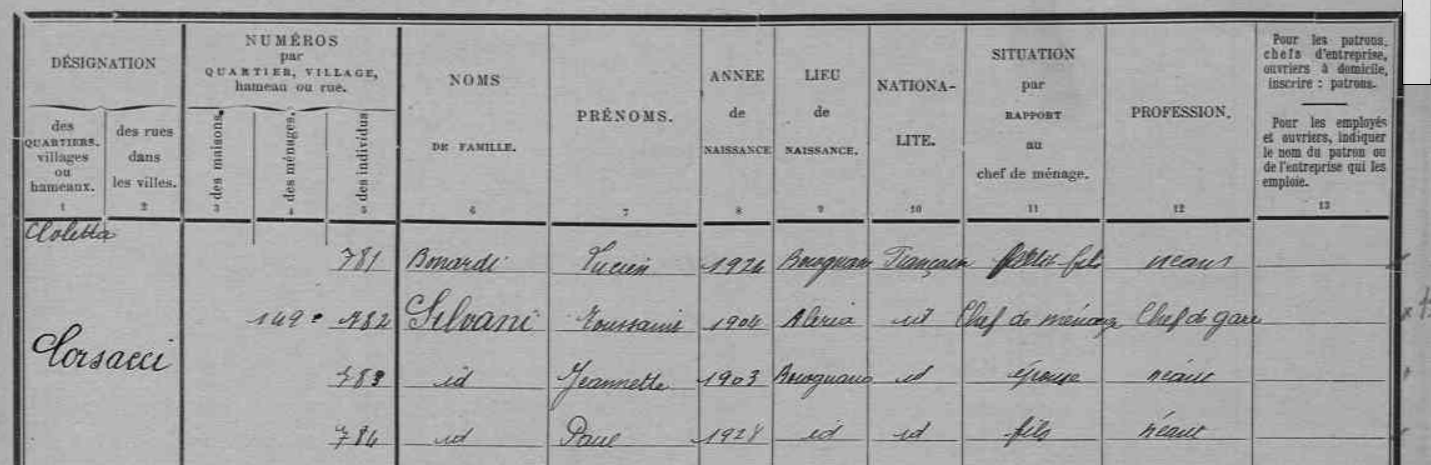
Extrait du recensement de la commune de Bocognano en 1931 faisant apparaître Paul SILVANI.

## Biographie
Paul Silvani fut correspondant durant plus de quarante ans (de 1960 à 2001) du quotidien parisien Le Monde dans l'île.
Il a dirigé jusqu'en 1993 La Corse, édition insulaire du Provençal de Marseille, où il était entré en 1962.
Il a publié de nombreux ouvrages documentés sur l'histoire de la Corse, dont Et la Corse fut libérée qui lui valut le prix littéraire de la Résistance en 1993. (Corse-du-Sud).

## Publications
- Paul Silvani, Corse des années ardentes : 1939-1976, Éditions Albatros, 1976 (BNF 34711171)
- Paul Silvani, Corse des révolutions : 1789, 1943, 1958, Albiana, 1989
- Paul Silvani, Corse de ma montagne, Albiana, 1990
- Paul Silvani, L'archipel des Corses, La Marge, 1992
- Paul Silvani, Et la Corse fut libérée, La Marge, 1993 (BNF 37020435)
- Paul Silvani, Enquête sur l'or bleu de la Corse, Albiana, 1998
- Paul Silvani, L'île d'à côté, Éditions Autres temps, 1998 (ISBN 978-2-911873-54-6)
- Paul Silvani, Bandits corses de légende, Albiana, 2001
- Paul Silvani, Un siècle de vie corse, Albiana, 2001 (ISBN 978-2905124791)
- Paul Silvani, Le bonapartisme : une saga corse, Albiana, 2003 (BNF 39128560)
- Paul Silvani, Train de Corse, train rebelle : La singulière histoire du chemin de fer insulaire, Albiana, 2005
- Paul Silvani, Bandits corses : Du mythe à la réalité, Albiana, 2011.